# Берта (дочь Карла Великого)
Бе́рта (фр. Berthe; около 780 — после 11 марта 824) — седьмой ребёнок и третья дочь короля франков Карла Великого и его второй жены Хильдегарды из Винцгау.

## Биография
Берта выросла со своими братьями и сёстрами при королевском дворе Карла Великого, все дети которого обучались у воспитателей.
Предложение короля Мерсии Оффы устроить брак между Бертой и его сыном Экгфритом стало причиной того, что Карл Великий в 790 году разорвал дипломатические отношения с Мерсией и запретил англосаксонским кораблям заходить в его порты. Как и её сёстры, Берта никогда официально не была замужем. Предположительно, Карл Великий не хотел, чтобы его дочери выходили замуж по стратегическим соображениям, опасаясь политической конкуренции со стороны их потенциальных мужей.
Берта состояла в длительных отношениях с придворным чиновником Ангильбертом, от которого родила троих детей. В 794—795 годах Ангильберт представил в качестве придворного развлечения поэму, восхваляющую красоту и очарование дочерей Карла Великого. Берта была известна своей проницательностью и пониманием поэзии, что, как отмечал Ангильберт, явилось причиной для его беспокойства о том, как она воспримет его творение.
Детьми Берты от Ангильберта были сыновья Хартнид, о котором мало что известно, историк Нитард, аббат Сен-Рикье, и дочь Берта, вышедшая замуж за графа Понтье Хельгода II. Согласно биографии, написанной их сыном Нитардом, Ангильберт прекратил свои отношения с Бертой и отправился в монастырь, став аббатом Сен-Рикье. Однако Ангильберт продолжал оставаться важным советником Карла Великого. Дети Берты и Ангильберта, вероятно, получили образование при дворе Карла Великого. Нитард стал выдающимся воином и политиком, став советником при короле Карле II Лысом.
После смерти Карла Великого его преемник Людовик I Благочестивый сослал своих сестёр в монастыри, оставленные им по наследству их отцом.